# Simon Jannerland
Simon Josef Jannerland, född Samuelsson 3 oktober 1985 i Göteborg, är en svensk illustratör och barnboksförfattare. Jannerland är son till Åke Samuelsson och har illustrerat Samuelssons barnboksserie Munken & Kulan.